# Tiny Heart
Tiny Heart (zapis stylizowany: TINY HEART) – siódmy singel polskiej piosenkarki Sary James z jej debiutanckiego albumu studyjnego, zatytułowanego Playhouse. Singel został wydany 3 kwietnia 2025.
Kompozycja znalazła się na 27. miejscu listy OLiA, najczęściej odtwarzanych utworów w polskich rozgłośniach radiowych.

## Geneza utworu i historia wydania
Utwór napisali i skomponowali Sara Egwu-James, René Miller i Michael Burek, natomiast jego produkcją zajęli się
Burek i Duit.
Singel ukazał się w formacie digital download 3 kwietnia 2025 w Polsce za pośrednictwem wytwórni płytowej Polydor Records w dystrybucji Universal Music Polska. Piosenka została umieszczona na debiutanckim albumie studyjnym James – Playhouse.
Piosenka została zgłoszona do polskich eliminacji do 69. Konkursu Piosenki Eurowizji organizowanego w Bazylei, lecz pomimo zakwalifikowania się do stawki finałowej piosenkarka wycofała się z udziału w konkursie z powodu nieotrzymania zgody na zmianę piosenki.

## „Tiny Heart” w stacjach radiowych
Nagranie było notowane na 27. miejscu w zestawieniu OLiA, najczęściej odtwarzanych utworów w polskich rozgłośniach radiowych.

## Teledysk
Do utworu powstał teledysk w reżyserii Jana Dybusa, który udostępniono 8 listopada 2024 za pośrednictwem serwisu YouTube.

## Lista utworów
- Digital download[2].

1. „Tiny Heart” (Studio Session) – 7:38
2. „Tiny Heart” – 3:35

## Notowania

### Pozycja na liście airplay
| Kraj   | Lista (2025)                   | Najwyższa pozycja |
| ------ | ------------------------------ | ----------------- |
| Polska | OLiS – oficjalna lista airplay | 27                |